# Antananivo Haut
Antananivo Haut is een plaats en commune in het noorden van Madagaskar, behorend tot het district Bealanana, dat gelegen is in de regio Sofia. Tijdens een volkstelling in 2001 telde de plaats 5.498 inwoners.
De plaats biedt enkel lager onderwijs aan. 99,5 % van de bevolking werkt als landbouwer. De belangrijkste landbouwproducten zijn rijst en koffie; andere belangrijke producten zijn suikerriet en maniok. Verder is 0,5% actief in de dienstensector.